# The Charioteers
The Charioteers waren eine US-amerikanische Gesangsgruppe, die von 1930 bis 1957 in den Sparten Gospel- und Popmusik erfolgreich war.

## Geschichte
Dir Gruppe wurde 1930 von Professor Howard Daniel an der Wilberforce University in Wilberforce (Ohio) zusammengestellt. Zunächst nannten sie sich „The Harmony Four“, änderten jedoch später ihren Namen in „The Charioteers“ nach dem Lied Swing Low, Sweet Chariot, das zu ihrem Repertoire gehörte und das sie 1939 auch aufnahmen. Nachdem sie mit Gospeln begonnen hatten, orientierten sie sich später mehr in Richtung populärer Musik.
1931 gewannen sie den „Ohio State Quartet“-Wettbewerb. Danach wurden sie vom Radiosender WLW in Cincinnati unter Vertrag genommen, wo sie zwei Jahre blieben, bis sie bei einem Sender in New York City unterkamen.
1935 bekamen sie ihren ersten Plattenvertrag bei Decca Records. Bis 1939 nahmen sie auch für andere Labels auf, ohne einen Hit landen zu können. Dennoch stieg ihre Bekanntheit durch ihre Radio- und Liveauftritte. 1940 hatten sie mit So Long endlich den ersehnten Erfolg (Platz 23 in den Pop-Charts). Einige Jahre später kletterten sie sogar noch höher: On the Boardwalk in Atlantic City (1946, Platz 12), Open the Door, Richard (1947, Platz 6), Ooh! Look-a-There, Ain’t She Pretty? (1948, Platz 20), und A Kiss and a Rose (1949, Platz 8 in den R&B-Charts, Platz 19 in den Pop-Charts).
Zwischen 1935 und 1945 machte die Gruppe Aufnahmen mit bekannten Musikern, darunter Pearl Bailey und Frank Sinatra, trat lange Zeit in der Broadway-Revue „Hellzapoppin’“ auf (1404 Vorführungen) und war mehrere Jahre lang der Studio-Chor in Bing Crosbys Radioprogramm.
Nachdem der Frontmann Wilfred „Billy“ Williams die Gruppe 1950 verlassen hatte, um eine eigene Gruppe – das Billy Williams Quartet – zu bilden, dümpelte die Karriere der Charioteers noch einige Jahre bei verschiedenen Plattenfirmen vor sich hin, bis sich die Gruppe sich 1957 nach 22 Jahren und 75 Singles auflöste.

## Diskografie

### Alben
- 1949: Sweet & Low	Gospel/Popular (Columbia)
- 1957: The Charioteers	Gospel (Harmony)

### Singles (Auswahl)
- 1940: So Long
- 1945: Don’t Forget Tonight Tomorrow (Frank Sinatra and the Charioteers)
- 1946: On the Boardwalk (In Atlantic City)
- 1947: Open the Door, Richard
- 1947: Chi-Baba, Chi-Baba (My Bambino Go to Sleep)
- 1948: What Did He Say?
- 1948: Ooh! Look-a-There, Ain’t She Pretty?
- 1948: Now Is the Hour (Māori Farewell Song) (Buddy Clark and the Charioteers)
- 1949: A Kiss and a Rose

## Auszeichnung
2003 wurden die Charioteers in die Vocal Group Hall of Fame aufgenommen.